# Dumbrăveni (Constanța)
Pour les articles homonymes, voir Dumbrăveni.
Dumbrăveni est une commune de Roumanie située dans le județ de Constanța.
La ville compte 552 habitants en 2011.